# Porcellionides brunneus
Porcellionides brunneus är en kräftdjursart som först beskrevs av Brandt 1833.  Porcellionides brunneus ingår i släktet Porcellionides och familjen Porcellionidae. Inga underarter finns listade i Catalogue of Life.